# Rock and Roll Music (album d'Elvis Costello)
Pour les articles homonymes, voir Rock and Roll Music.
Albums de Elvis Costello
The Best of Elvis Costello: The First 10 Years
(2007) Momofuku
(2008)
Rock and Roll Music est une compilation d'Elvis Costello sortie le 1er mai 2007 sur le label Hip-O Records. Le choix des titres a été effectué par Costello lui-même. Elle est sortie en même temps que l'album The Best of Elvis Costello: The First 10 Years, les deux albums constituant le point de départ de ce qui devait être une « exploration thématique » de la carrière de Costello.

## Liste des pistes
| No  | Titre                                                         | Auteur                   | Durée |
| --- | ------------------------------------------------------------- | ------------------------ | ----- |
| 1.  | Lipstick Vogue                                                | Elvis Costello           | 3:35  |
| 2.  | No Action                                                     | Costello                 | 2:02  |
| 3.  | Big Tears                                                     | Costello                 | 3:11  |
| 4.  | (I Don't Want to Go to) Chelsea                               | Costello                 | 3:11  |
| 5.  | This Year's Girl                                              | Costello                 | 3:22  |
| 6.  | Miracle Man                                                   | Costello                 | 3:30  |
| 7.  | Pump It Up                                                    | Costello                 | 3:18  |
| 8.  | Clean Money                                                   | Costello                 | 2:00  |
| 9.  | Tiny Step                                                     | Costello                 | 2:44  |
| 10. | Wednesday Week                                                | Costello                 | 2:04  |
| 11. | Mystery Dance (Live at Hollywood High)                        | Costello                 | 2:03  |
| 12. | You Belong to Me (Live at Hollywood High)                     | Costello                 | 2:38  |
| 13. | (What's So Funny 'Bout) Peace, Love, and Understanding?       | Nick Lowe                | 3:32  |
| 14. | Girls Talk                                                    | Costello                 | 1:57  |
| 15. | King Horse                                                    | Costello                 | 3:01  |
| 16. | Lover's Walk                                                  | Costello                 | 2:19  |
| 17. | Uncomplicated                                                 | Declan MacManus          | 3:27  |
| 18. | Honey, Are You Straight or Are You Blind? [Alternate Version] | MacManus                 | 2:12  |
| 19. | Baby's Got a Brand New Hairdo                                 | MacManus                 | 3:25  |
| 20. | I Hope You're Happy Now                                       | Costello                 | 3:07  |
| 21. | Tokyo Storm Warning                                           | Cait O'Riordan, MacManus | 6:25  |
| 22. | Welcome to the Working Week                                   | Costello                 | 1:26  |